# Distretto di Rahim Yar Khan
Il distretto di Rahim Yar Khan (in urdu: ضلع رحیم یار خان) è un distretto del Punjab, in Pakistan, che ha come capoluogo Rahim Yar Khan. Nel 1998 possedeva una popolazione di 3.141.053 abitanti.
Nel 2019 il distretto fu teatro di uno tra i più gravi incidenti ferroviari del Pakistan, l'Incendio ferroviario di Liaquatpur in cui morirono settantacinque persone.